# Match des étoiles de l'ECHL
Le Match des étoiles de l'ECHL est un match amical de hockey sur glace qui marque traditionnellement la moitié de la saison régulière de l'East Coast Hockey League. 

## Présentation
Les meilleurs joueurs de la ligue s'oppose entre eux. Les titulaires commençant le match sont élus par les joueurs, les entraîneurs, et les représentants de la ligue. Les entraîneurs des deux équipes sont généralement ceux dont l'équipe est en tête de sa conférence au pourcentage de points.

## Résultats
| Année | Vainqueur              | Résultat    | Perdant                | Meilleur joueur                                                                 | Ville organisatrice |
| 1993  | Sélection Est          | 7-3         | Sélection Ouest        | Darren Schwartz, Thunderbirds de Wheeling (Est)                                 | Wheeling            |
| 1994  | Sélection Ouest        | 7-6         | Sélection Est          | Joe Cook, Chill de Columbus (Ouest) Cory Cadden, Cherokees de Knoxville (Ouest) | Norfolk             |
| 1995  | Sélection Ouest        | 6:5         | Sélection Est          | Jay Neal, Storm de Toledo (Ouest)                                               | Greensboro          |
| 1996  | Association Nord       | 10-7        | Association Sud        | Don Parsons, Chiefs de Johnstown (Nord)                                         | Tallahassee         |
| 1997  | Checkers de Charlotte  | 7-6         | Sélection ECHL         | Andreï Bachkirov, Blizzard de Huntington (ECHL) David Brosseau (Charlotte)      | Charlotte           |
| 1998  | Sélection Canada       | 11-7        | Sélection USA/Monde    | Andy MacIntyre, Lizard Kings de Jacksonville (Canada)                           | Lafayette           |
| 1999  | Association Sud        | 7-4         | Association Nord       | Jason Elders, Mysticks de Mobile (Sud)                                          | Biloxi              |
| 2000  | Association Nord       | 8-6         | Association Sud        | Jeff Mitchell, Bombers de Dayton (Nord)                                         | Greenville          |
| 2001  | Association Sud        | 9-5         | Association Nord       | Jonas Soling, Lynx d'Augusta (Sud)                                              | North Little Rock   |
| 2002  | Association Sud        | 7-6         | Association Nord       | Allan Sirois, Lynx d'Augusta (Sud)                                              | Trenton             |
| 2003  | Association Nord       | 8-2         | Association Sud        | Scott Stirling, Boardwalk Bullies de Atlantic-City (Nord)                       | Estero              |
| 2004  | Association Est        | 7-6         | Association Ouest      | Randy Rowe, Rivermen de Peoria (Est)                                            | Peoria              |
| 2005  | Association Nationale  | 6-2         | Association Américaine | Frank Doyle, Steelheads de l'Idaho (Nationale)                                  | Reading             |
| 2006  | Association Nationale  | 7-6         | Association Américaine | Luke Curtin, Falcons de Fresno (National)                                       | Fresno              |
| 2007  | Association Américaine | 6-3         | Association Nationale  | Adam Berkhoel, Bombers de Dayton (Américaine)                                   | Boise               |
| 2008  | Association Nationale  | 10-7        | Association Américaine | Ash Goldie, Salmon Kings de Victoria (Nationale)                                | Stockton            |
| 2009  | Association Américaine | 11-5        | Association Nationale  | Matthew Ford, Checkers de Charlotte (Américaine)                                | Reading             |
| 2010  | Association Américaine | 10-9 (Fus.) | Association Nationale  | Evan Barlow (Stealheads de l'Idaho)                                             | Ontario             |
| 2011  | ECHL All Stars         | 9-3         | Condors de Bakersfield | Mark Arcobello, Stockton (ECHL All Stars)                                       | Bakersfield         |
| 2013  | ECHL All Stars         | 7-3         | Eagles du Colorado     | Ryan Zapolski, Caroline du Sud (ECHL All Stars)                                 | Loveland            |